# パラマーナンダ・ジャー
パラマーナンダ・ジャー（ネパール語: परमानन्द झा, ラテン文字転写: Paramananda Jha; 1944年 - ）は、ネパールの政治家、法律家。ネパールの初代副大統領。地域政党・マデシ人権フォーラム党法務部長。元最高裁判所判事。日本では「パルマナンド・ジャー」と表記することが多い。

## 経歴と選挙結果
マデシ地方、サプタリ郡マウワハVDC-1出身。1973年法務省事務官として入省。以来公務員として過ごす。最高裁判事になる前はジュムラ郡控訴院の長官をしていた。
2007年、麻薬密売人を不適切に釈放したとして非難を浴び、最高裁を辞任。マデシ人権フォーラムに参加、政治の世界に入る。
2008年7月19日、制憲議会で、マデシ人権フォーラムのほか、ネパール会議派、ネパール統一共産党の支持を受け過半数の305票を獲得。ネパール共産党毛沢東主義派の候補・シャンタ・シュレシュタ（243票）を破り、ネパール初の副大統領に当選。
当選後、党利党略を超えて活動したい旨、あいさつした。
2015年10月31日に、副大統領を退任した。後任の副大統領にはネパール人民解放軍の司令官パサンことナンダ・キショール・プン (Nanda Kishor Pun) が就任した。

## ヒンディー語で宣誓
就任式ではインドの言語ヒンディー語で宣誓をした。
ジャー自身はマイティリ語の話者であるが、マデシの共通語はヒンディー語だとして、この挙に出たという。
だが、これはマデシ以外のネパール人を刺激し、各地で抗議行動が起きた。なかには「ジャーはインドのエージェント」というスローガンも見られた。
さらに、ジャー副大統領はテロの標的にされ、8月17日夜に自家製爆弾が副大統領の敷地内へ投げ込まれ、警備員1人が負傷した。犯行の動機などは不明だというが、宣誓問題との関連が疑われている。
また、毛沢東派のスポークスマン、クリシュナ・バハドゥル・マハラもこの行為は「反憲法的である」とジャーを非難した。
ジャー副大統領の出身政党、マデシ人権フォーラムはヒンディー語をネパールの公用語にするべきだと主張している。